# Romano Bellissima
Romano Bellissima (Mirabella Imbaccari, 19 gennaio 1939) è un sindacalista italiano.

## Biografia
È fra gli esponenti principali della UIL ed è attualmente il Presidente della Fondazione Pietro Nenni. Precedentemente era il segretario generale della UIL Pensionati, riconfermato all'unanimità il 15 gennaio 2010 . Fino al mese di giugno del 2006 è stato segretario generale dell'Unione italiana lavoratori della chimica, energia e manifatturiero (UILCEM).
Dopo gli inizi da sindacalista nel petrolchimico di Gela, nel settembre del 1982 Bellissima entra nella Segreteria nazionale della UILCID e nel 1993 assume l'incarico di segretario generale aggiunto. Nell'anno di costituzione della UILCER farà parte della Segreteria generale e l'anno dopo assumerà l'incarico di segretario generale. Dal 1995 al 2006 è stato il leader della UILCEM come segretario generale.

## Onorificenze
Il 2 giugno del 2008, gli è stata conferita, su proposta della Presidenza del Consiglio dei ministri, l'onorificenza di cavaliere ordine al merito della Repubblica Italiana.

## Opere
- Bellissima Romano. "Pillole, scosse e petrolio - La Uilcem tra storia e immagini". Tullio Pironti Editore. ISBN 8879373838, 9788879373838.